# Pyramimonas tychotreta
Pyramimonas tychotreta — вид одноклітинних зелених водоростей родини Pyramimonadaceae.

## Поширення
Морський вид. Виявлений в північній частині моря Ведделла (Антарктида). Виділений з проби води на межі льодової поверхні.

## Опис
Клітина завдовжки 8–12 мкм та 6–7 мкм завширшки. Оснащена сімома групами органічних лусок, які покривають джгутики та тіло клітини.